# Mária szeme

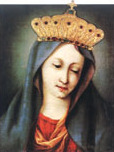
Az anconai San Ciraco dóm madonna képe,

A Mária szeme (Gli occhi di Maria) egy 2001-ben kiadott Vittorio Messori és Rino Cammillieri olasz újságírók által írt tanulmány, melyben egy 1796-ban megtörtént Mária-jelenés sorozattal kapcsolatos információkat gyűjtöttek össze. A híradások szerint több Mária-kép szeme mozogni látszott, megváltozott színük és kifejezésük.

## A tanulmány keletkezése
1796-ban különösen a Pápai állam területén arra lettek figyelmesek a járókelők, hogy a városok közterein - és egy templomban -, a ház falára erősített Mária-képek, madonellák, pislognak, kinyitják vagy éppen lesütik szemüket. Az esetekről jegyzőkönyvek készültek, melyet szisztematikus igénnyel Massimo Cataneo, majd Rino Cammilleri gyűjtött össze. 2013-ban a tanulmány alapján a Rai Due olasz televíziós média csatorna ismeretterjesztő filmet készített a témából.

## A téma
Franciaországban 1789-től kezdődően a jakobinusok feldúltak és szisztematikusan kifosztottak templomokat. 1796-ban már zajlik I. Napóleon francia császár hadjárata Olaszország ellen. Ebben az évben július 9.-én Rómában elkezd egy Madonna-kép a Madonna dell'Arcehetto - nem messze a Trevi-kúttól - lesütni és kinyitni a szemét. Ezután számos helyszínen hasonló változásokat észleltek köztéri Mária-képeken. A legnevezetesebb történet június 25.-én volt Anconában. Napoleon februárban vonul be a városba, és tájékoztatva lett arról, hogy van egy kép a San Ciriaco templomban, amely mozgatja a szemét. Napoleon maga megy oda megvizsgálni a képet. A kép láttára elsápadt, majd elégetni szerette volna a képet, majd meggondolta magát és saját maga letakarta egy kendővel. Azokat az aranyakat is melyeket el akart vinni a templomból visszaszolgáltatta.
A legelső eset után három hétig hihetetlen dolog történik 122 Mária-kép kezd pislogni. Ekkor indul meg a vizsgálat. Azonban nemcsak Rómában és Anconában, hanem jelentenek máshol Közép-Olaszországból is hasonlókat: Anagni, Civitavecchia, Gubbio, Jesi, Loreto, Spoleto, Terni, Todi, Viterbo városaiból.